# Аттракцион (завод)
«Аттракцион» — бывший механический завод по производству различных аттракционов и оборудования к ним. Располагался в городе Ейске Краснодарского края и являлся одним из старейших в России. Практически все парки аттракционов СССР были оборудованы развлекательными конструкциями данного завода.

## История
До основания завода на территории Ейска располагалось множество мелких кооперативно-промысловых артелей и ремесленных мастерских, производивших товары народного потребления.
9 мая 1959 года было принято решение объединить их для производства сложных аттракционов.
Развитие производства идёт высокими темпами. Вводится в эксплуатацию сборочный цех. Затем деревообрабатывающий участок и ремонтно-инструментальный участок. Расширяется производительная площадь заготовительного участка.
Постепенно изготавливаемые аттракционы усложняются. К 1971 году это уже — пространственные конструкции, насыщенные гидравлическими агрегатами, электромеханическими приводами, сложными электрическими схемами, элементами автоматики. Устаревшие модели (такие как «Бегунок», «Ракетоплан», «Передвижные театры» и др.) снимаются с производства. Налаживается выпуск продукции по полному замкнутому циклу: мелкими сериями от раскроя металла и литья до общей сборки и полной обработки.
К 1991 году предприятие выходит на выпуск до 1500 аттракционов различной сложности ежегодно.
Кризис в стране и переход на рыночную экономику серьёзно сказывается на работе «Аттракциона». Руководство завода не успевает сориентироваться в новых условиях, и экономические показатели падают.
В 1993 году Ейский механический завод преобразован в открытое акционерное общество.
В июне 1999 года полностью меняется Совет директоров. Проводится реформа структуры управления заводом. Штат комплектуется молодыми специалистами. Работа ведётся по новым технологиям.
В начале XXI века завод выходит на мировой уровень, поставляя продукцию за рубеж, участвуя в международных выставках. Кроме традиционных аттракционов, в производство вводится новая продукция: детские городки и водные горки.
Источник информации 

## Производство аттракционов
1956 год — разрабатывается конструкция «Карусель воздушная», которая считается одним из самых первых аттракционов. На базе этой модели создан целый ряд других, более сложных каруселей. Так, например, в этом же году создан первый аттракцион с подъёмным вращением «Виражные самолёты». Он представлял собой два двухместных самолёта, закреплённых на стрелах. За счёт силы тяги вращающихся винтов, самолёты совершали обороты вокруг колонны и поднимались на стреле вследствие центробежной силы. Пропеллер для безопасности закрывался проволочным кожухом. В дальнейшем электродвигатели с пропеллерами были убраны, а принцип работы карусели изменён на обычный. В этот же год разработаны качели «Мёртвая петля», вращающиеся вокруг горизонтальной оси. Спроектировано «Колесо обзора» — первый серийный образец, освоенный советской промышленностью.
1957 год — разработана карусель «Детская», предназначенная специально для детей дошкольного возраста. Введён в эксплуатацию проект «Колесо встреч», который перемещается по двум пересекающимся траекториям. Спроектирована карусель «Цепочная». Она выполнена в виде ажурного зонта диаметром 8 метров, к которому подвешены на цепях 20 одноместных сидений.
1962 год — произведена первая передвижная карусель для детей школьного возраста. Разработан аттракцион «Спираль» (карусель сложного вращения). Этот аттракцион представляет собой металлическую конструкцию, при помощи которой можно перемещаться по виткам восходящей и нисходящей спирали в сложном движении. Введён в эксплуатацию аттракцион «Ракетоплан»: пять стрел, установленных на пьедестале с помощью шарниров, перемещались вертикально при помощи гидроцилиндров. Начато производство «Панорамного колеса», которое, в отличие от «Колеса обзора», меньше по габаритам и количеству пассажиров.
1963 год — появляется карусель сложного вращения «Грибок-32». Участники аттракциона, сидя в одноместных креслах, перемещаются по плоскости спирально, при этом сами кресла также вращаются. Разрабатывается аттракцион «Бегунок» для катания отдыхающих по сложной траектории: укороченная циклида перемещалась по поверхности усечённого конуса. Разработано детское колесо обозрения «Звёздочка» с фрикционным приводом.
1964 год — детская карусель претерпевает ряд существенных технических изменений. Появляется карусель «Фигурная». В ней, для вращения платформы, применяется фрикционный привод. Убирается фундамент, а животные заменяются на симпатичные автомобильчики. В этом же году модернизируется карусель «Цепная»: появляется двухрядная подвеска сидений к зонту, увеличивается мощность. Появляется аттракцион «Круговой обзор» в виде ажурного колеса диаметром 24 метра.
1965 год — появляется первый аттракцион с волнообразным движением. Это детская карусель «Скачущие лошадки» с механизмом для качания, имитирующим верховую езду на коне. Для взрослых разработан аттракцион «Кринолин» с посадочной платформой, напоминающей палубу теплохода. Эта карусель совершает волнообразные движения вверх и вниз.
1967 год — начало производства первых катальных горок. Аттракцион «Спутник» представлял собой конструкцию, имитирующую вывод космического аппарата на околоземную орбиту с последующим «облётом» вокруг Земли. Появляется первый «Автодром». Разрабатывается аттракцион «Детская железная дорога». Проектируются разнообразные автомобильчики для автодрома.
1968 год — появляется аттракцион «Центрифуга». В отличие от стандартных конструкций с вращением вокруг вертикальной оси, на этом аттракционе участник испытывает значительные перегрузки от действия центробежной силы. Разработан аттракцион «Ромашка» для взрослых и школьников. Особенностью данной карусели стало изменение угла наклона несущей стрелы во время вращения общего зонта.
1969 год — разработан сложный аттракцион «Сатурн» в виде гигантского тора с 16 креслами. Одновременно с вращением он поднимался на высоту до 3,8 метров по подъёмно-винтовому механизму. Запущено производство механического аттракциона «Высший пилотаж».
1971 год — ввод в эксплуатацию аттракциона «Ветерок», декоративно оформленного в виде корпуса космической ракеты.
1974 год — начато производство аттракциона «Космос», карусели оригинальной конструкции для развлечения детей. Модернизирован аттракцион «Ромашка». Новый аттракцион получил название «Орбита» и вращается со скоростью до 12 оборотов в минуту. Разработан новый аттракцион с действием центробежной силы на катающегося — бесфундаментный «Сюрприз» с выносными опорами. Введена в эксплуатацию карусель «Юла» для взрослых и детей. Траектория движения этого аттракциона напоминала движение вращающегося волчка. Начинается производство качелей «Русские» (большие для взрослых и маленькие для детей) и качелей «Кольцевые». Последние интересны тем, что способны вращаться вокруг горизонтальной оси и предназначены как для взрослых, так и для детей. Разрабатывается силовой одноместный аттракцион «Лоппинг», который, согласно рекламе, «вырабатывал навыки ориентации в пространстве, развивал смелость и ловкость».

## Награды
- 2002 год — дипломант краевого конкурса "Флагман промышленности Кубани" [5]
- 2002 год — дипломант программы «100 лучших товаров России»
- 2003 год — дипломант программы «100 лучших товаров России»
- 2004 год — дипломант программы «100 лучших товаров России»
- 2008 год — дипломант программы «100 лучших товаров России» [6]

## Продукция
Детские аттракционы (карусели):
- Карнавал
- Колокольчик
- Железная дорога
- Солнышко
- Юнга

Семейные аттракционы:
- Автодром
- Вихрь
- Миксер
- Орбита
- Круговой обзор
- Русские качели
- Сафари
- Сюрприз

Оборудование для детских городков (ворота для мини-футбола, качели, качалки, рукоход, турники, тренажёры).
Водные горки «Вираж» и «Камикадзе» разной высоты.
Отдельные элементы для аттракционов:
- Автомобильчики модели «Классика» и др.
- Вагончики
- Кабинки
- Фигурки для аттракционов («Лошадка», «Ослик», «Попугай» и пр.).

## Интересные факты
- «Круговой обзор» — один из самых известных аттракционов завода. Сооружения, которые мы привыкли видеть в парках отдыха во всех крупных городах России, были спроектированы и построены именно Ейским заводом «Аттракцион». Разработчикам принадлежат все права на модернизацию. Несколько лет назад был разработан проект «Колесо обзора с катальной горкой», который планируется запустить в нескольких крупных городах России.[7]
- Аттракцион «Шторм», представляющий гигантскую платформу на 32 участника, вращающуюся одновременно в четырёх плоскостях, ранее изготовлялся только в Голландии.

## Современное состояние
По состоянию на 2023 год завод реорганизован. Часть помещений сдаются в аренду.